# Acadèmia de Cinema Europeu
L'Acadèmia de Cinema Europeu (en anglès European Film Academy, EFA) va néixer per iniciativa d'un grup de directors de cinema europeus que es van trobar a Berlín al novembre de 1988 en la primera presentació dels Premis del Cinema Europeu.
L'entitat va ser fundada oficialment en 1989 amb el nom de Societat Europea del Cinema (European Cinema Society) per uns 40 cineastes de tot Europa i té la seu a l'avinguda Kurfürstendamm de Berlín. El seu primer president va ser el director de cinema suec Ingmar Bergman i per la seva banda Wim Wenders va ser nomenat President de la Junta de govern. El propòsit de l'entitat era el de promoure al món la cultura cinematogràfica europea i protegir i donar suport als interessos de la indústria fílmica europea. i dos anys després va prendre el nom actual d'Acadèmia del Cinema Europeu i es va registrar com una associació sense finalitats de lucre. En 1996, Wim Wenders va substituir Bergman en la presidència i el productor britànic Nik Powell va assumir la presidència de la Junta. Una Junta de 15 membres de l'Acadèmia, amb seu a Berlín, és l'encarregada de fixar les polítiques de la institució. Originalment el nombre màxim de membres de l'Acadèmia era de 99 però després l'Assemblea General va modificar la norma i els associats han anat en augment fins a aconseguir els 1.850 el gener de 2009, el que li dona una gran inserció en la indústria cinematogràfica europea.

## Direcció i estructura
- President - Wim Wenders
- Presidenta de la Junta - Agnieszka Holland
- Vicepresidents - Mike Downey, Antonio Saura[4]
- Membres de la Junta - Roberto Cicutto, Tilde Corsi, Helena Danielsson, Ira von Gienanth, Ilann Girard, Angeles González-Sinde, Vanessa Henneman, Dagmar Jacobsen, Agnès Jaoui, Nadine Luque, David MacKenzie, Rebecca O'Brien, Ewa Puszczynska, Marek Rozenbaum, Ada Solomon, Krzysztof Zanussi[4]
- Membres honoraris de la Junta: - Sir Ben Kingsley, Dušan Makavejev, Jeanne Moreau[4]
- Secretariat Marion Döring, Director / Rainer Pyls, Finances i Administració / Maria von Hörsten, procediments d'adjudicació dels Premis del Cinema Europeu / Pascal Edelmann, cap de premsa / Bettina Schwarz, Coordinació dels Projectes de Curtmetratges i Elaboració / Yvonne Apt, Comptabilitat i administració / Viviane Gajewski, Assistència[4]

## Membres de l'Acadèmia per país
Aquests són els països que tenen més de 20 membres:
| - Alemanya 297 - Regne Unit 281 - França 215 - Espanya 174 - Itàlia 141 | - Dinamarca 89 - Polònia 64 - Països Baixos 56 - Suècia 47 - Bèlgica 42 | - Grècia 35 - Finlàndia 32 - Hongria 30 - Suïssa 29 - Irlanda 29 | - Àustria 26 - Noruega 26 - Rússia 25 - Txèquia 23 |

## Activitats de l'Acadèmia
Al llarg de l'any l'Acadèmia organitza i participa d'una sèrie d'activitats vinculades a la cinematografia, incloent els seus aspectes comercials, artístics i formatius, mitjançant conferències, seminaris i tallers que el seu objectiu és establir un pont entre la creativitat i la indústria. Alguns d'aquests esdeveniments s'han convertit en una institució per a les trobades en la comunitat cinematogràfica europea:
El Premi UIP és una iniciativa de l'empresa Universal International Pictures i l'Acadèmia de Cinema Europeu en cooperació amb 14 festivals d'Europa. El curtmetratge guanyador rep una recompensa de € 2,000 i la seva nominació automàtica en la categoria de curtmetratges per als Premis EFA.
Un diumenge al país és una trobada de finalització de setmana entre aproximadament deu joves cineastes europeus i alguns membres veterans de l'EFA. L'ambient privat en què es desenvolupen aquestes trobades garanteix un intercanvi d'idees i experiències major que el realitzat en els tallers ordinaris.
Conferències i seminaris tot l'any, sèries de conferències promogudes o recolzades per l'Acadèmia per afavorir el debat europeu sobre el cinema, crear plataformes per a un intercanvi entre els professionals de l'activitat i assegurar que mai finalitzin les discussions sobre què és el cinema europeu, com està canviant i on es dirigeix.
Classes magistrals que ofereixen valuoses oportunitats de formació a joves talents combinant l'ensenyament teòric amb la pràctica. La llista de docents inclou cineastes professionals de renom com Jean-Jacques Annaud, Jan De Bont, Henning Carlsen, André Delvaux, Bernd Eichinger, Krzysztof Kieslowski, Jiří Menzel, Tilda Swinton, István Szabó, Marc Weigert, Mike Newell, Tsui Hark, Allan Starski i Anthony Dod Mantle.
Xarxa d'Acadèmies de Cinema Europeu -FilmAcademiesNetwork of Europe- és una xarxa d'acadèmies nacionals de cinema i de la EFA fundada en 2006. Els seus membres, que representen a cadascuna de les Acadèmies integrants es reuneixen regularment per compartir informació i experiències i per desenvolupar idees per a activitats conjuntes per promoure el cinema europeu, així com per formar i enriquir a joves talents.

## Premis al Cinema Europeu
La cerimònia anual dels Premis al Cinema Europeu, inicialment coneguts com a FELIX, és l'activitat més visible de l'Acadèmia. Amb aquests guardons es persegueix atreure l'interès del públic cap al cinema europeu, promoure les seves qualitats culturals i artístiques i recobrar la confiança pública en el seu valor com a entreteniment. Per posar en pràctica aquests propòsits es va agregar en 1997 la nova categoria de Premi Elecció del Públic. Són acompanyats per una gran campanya publicitària en les revistes europees especialitzades i en els últims anys exhibició pública dels films nominats en moltes ciutats europees com Berlín, Edimburg, Londres, Estocolm, Estrasburg i Varsòvia.
Els membres de l'Acadèmia participen activament en la selecció i nominació dels candidats així com en l'atorgament dels premis i la cerimònia de lliurament dels mateixos és transmesa per televisió en gairebé tots els països d'Europa i molts fora d'ella.
Com aquests premis són els primers que es lliuren l'any a nivell internacional la nominació i els premis són antecedents favorables per als films i així la majoria dels nominats i dels guanyadors es troben després entre els nominats als Globus d'Or als Oscars.

## Trobada Europea-Americà del Cinema
Totes les tardors EFA i Friends of Vila Aurora organitzen una trobada en la qual fos anteriorment residència de l'escriptor jueu alemany Leon Feuchtwanger a Los Angeles en el qual els cineastes europeus i nord-americans tenen oportunitat durant un dia sencer d'explorar maneres concretes de cooperació transatlàntica.

## Esdeveniments paral·lels al lliurament dels premis EFA
Durant el cap de setmana en el qual es realitza el lliurament dels Premis al Cinema Europeu, l'Acadèmia organitza com a activitats col·laterals panells de discussió i conferències. Va ser així que a Berlín en 1999 es va tractar sobre la innovació en els mètodes de producció per al nou mil·lenni, en 2000 a París nou cieneastas de fama mundial entre els quals es trobaven Wim Wenders, Liv Ullmann, Tom Tykwer, Dominik Moll, Pavel Longouine, Maria de Medeiros així com el comissionat de la Unió Europea Viviane Reding van donar a conèixer les seves opinions sobre el paper artístic, cultural i social del cinema enfront de 800 convidats en el Teatre Odèon, en el marc de la conferència E LA NAVE VA - Per a una nova energia al Cinema Europeu que allí es desenvolupava.

## Situació actual
L'Acadèmia de Cinema Europeu està sostinguda principalment per la Loteria Nacional Alemanya (Stiftung Deutsche Klassenlotterie Berlin), amb suport addicional del Ministeri de la Cultura i els Mitjans, del Programa per als Mitjans de la Comunitat Europea, del Filmboard Berlin-Brandenburg GmbH i d'associats i patrocinadors vinculats a les activitats de l'Acadèmia.
La ciutat on es lliuren els premis varia cada any, si bé a Berlín per ser seu de l'Acadèmia és on més vegades s'ha realitzat.